# رزمایش مدافعان ولایت ۹۰

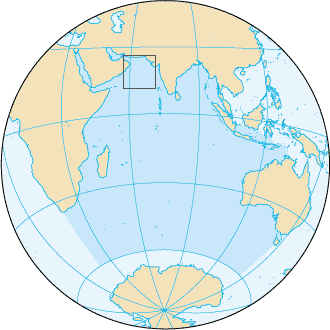
محدوده رزمایش مدافعان ولایت ۹۰

رزمایش مدافعان ولایت ۹۰ یک رزمایش نظامی در محدوده تنگه هرمز تا اقیانوس هند است. این رزمایش توسط نیروی دریایی ارتش جمهوری اسلامی ایران برگزار شده است.

## تهدید به بستن تنگه هرمز
محمدرضا رحیمی معاون اول محمود احمدی‌نژاد در پی فشار جامعه بین‌المللی و احتمال تحریم خرید نفت از ایران تهدید کرد که در صورت تحریم نفت ایران یک قطره نفت از تنگه هرمز عبور نخواهد کرد. همچنین حبیب‌الله سیاری فرمانده نیروی دریایی ارتش جمهوری اسلامی ایران در اظهار نظری مدعی شد که بستن تنگه هرمز کار بسیار ساده‌ای برای ارتش ایران است.

### واکنش آمریکا
در پی سخنان رحیمی و تهدید مقامات ایران بر بستن تنگه هرمز جورج لیتل سخنگوی وزارت دفاع آمریکا اظهار کرد که «اخلال درآمد و رفت کشتی‌ها در تنگه هرمز تحمل نخواهد شد». همچنین ناوگان پنجم نیروی دریایی ایالات متحده آمریکا که در بحرین مستقر است اعلام کرد که این ناوگان اجازه بسته شدن تنگه هرمز را نخواهد داد.

## پیام رزمایش
پرویز سروری نماینده تهران و عضو کمیسیون امنیت ملی و سیاست خارجی مجلس شورای اسلامی در گفتگو با خبرگزاری فارس تنگه هرمز را جزئی از ظرفیت‌های دفاعی ایران دانست و تهدید کرد در صورت بروز جنگ اجازه استفاده از این تنگه را به هیچ کشوری نخواهیم داد. وی این نکته را پیام رزمایش مدافعان ولایت ۹۰ بیان کرد.

## آزمایش سلاح‌های جدید
در این رزمایش دو نوع سلاح جدید توسط نیروی دریایی ارتش جمهوری اسلامی ایران آزمایش شد. نخستین آزمایش مربوط به موشک محراب که یک موشک سطح به هوا میان‌برد است این موشک هوشمند قادر است در صورت ارسال سیگنال‌های اخلال‌گر محل ارسال این سیگنال‌ها را ردیابی و آن را مورد هدف قرار دهد. دومین آزمایش مربوط به اژدر پی تی ۴۷ است که از ناوچه گرز پرتاب و آزمایش شد.

## گالری تصاویر

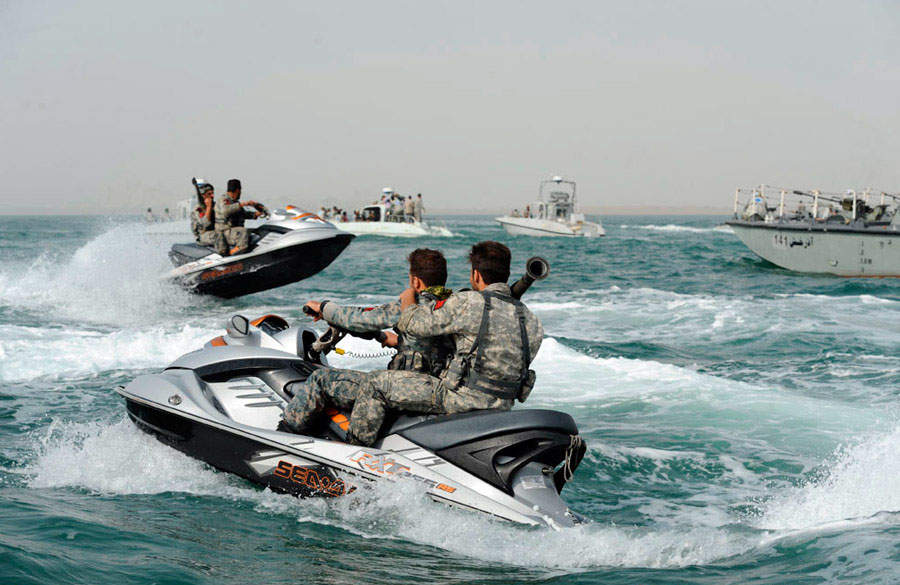
جت‌اسکی‌های نیروی دریایی ارتش جمهوری اسلامی ایران(نداجا).
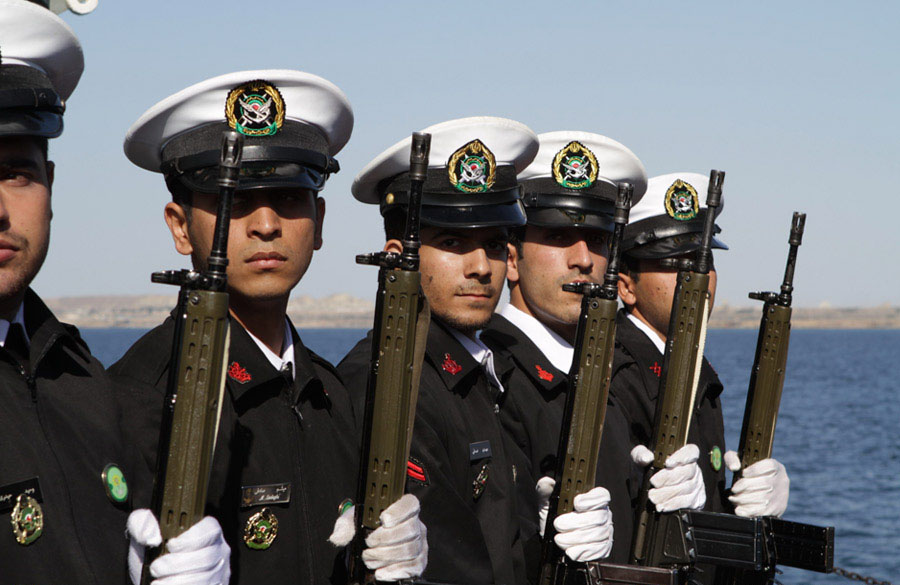
تعدادی از سربازان نداجا.
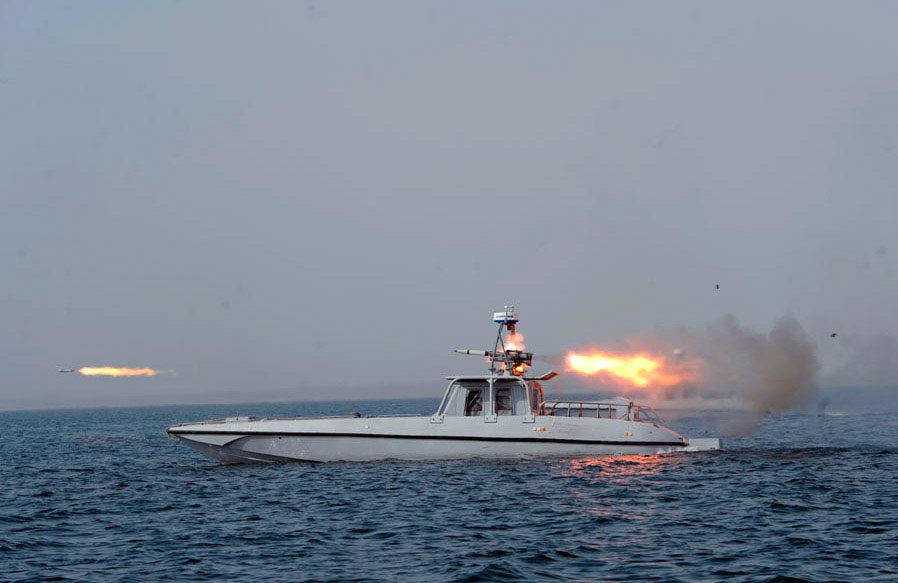
قایق کوچک موشک انداز در رزمایش مدافعان ولایت ۹۰.
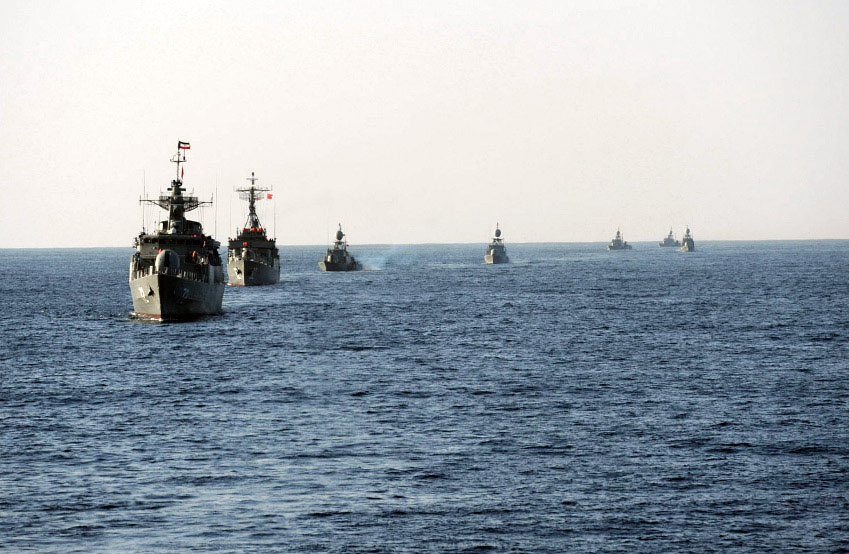
کشتی‌های نداجا در رزمایش مدافعان ولایت ۹۰.
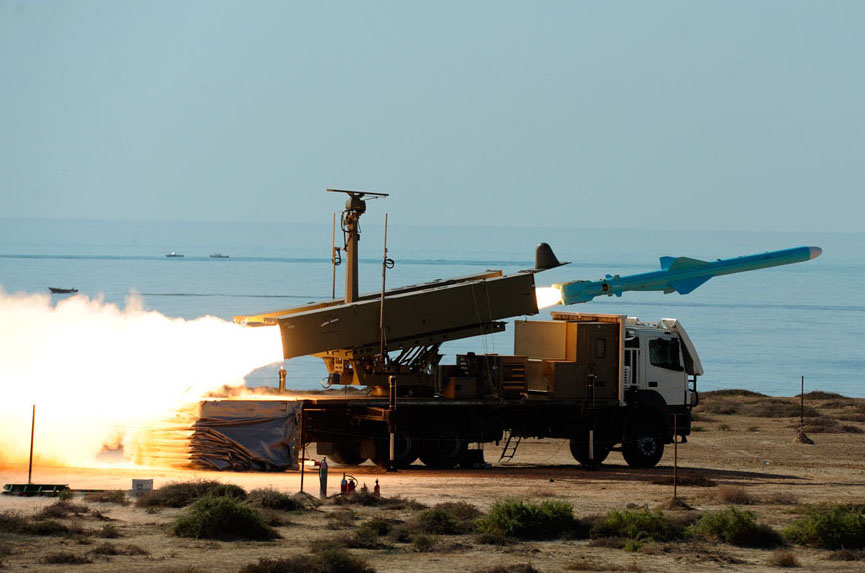
لحظه پرتاب موشک قدر در رزمایش مدافعان ولایت ۹۰.
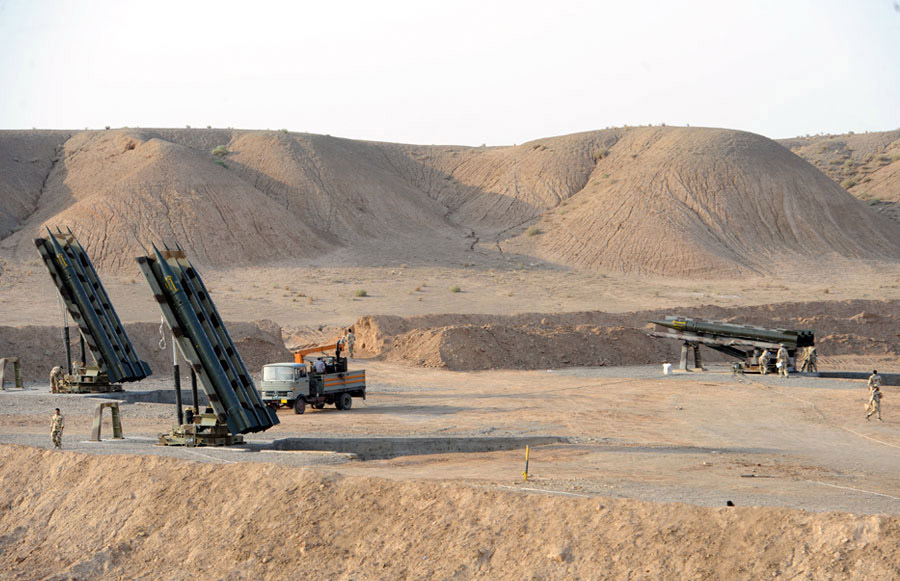
در این رزمایش سه موشک زلزال ۳ روی یک سکو نصب شده‌اند.
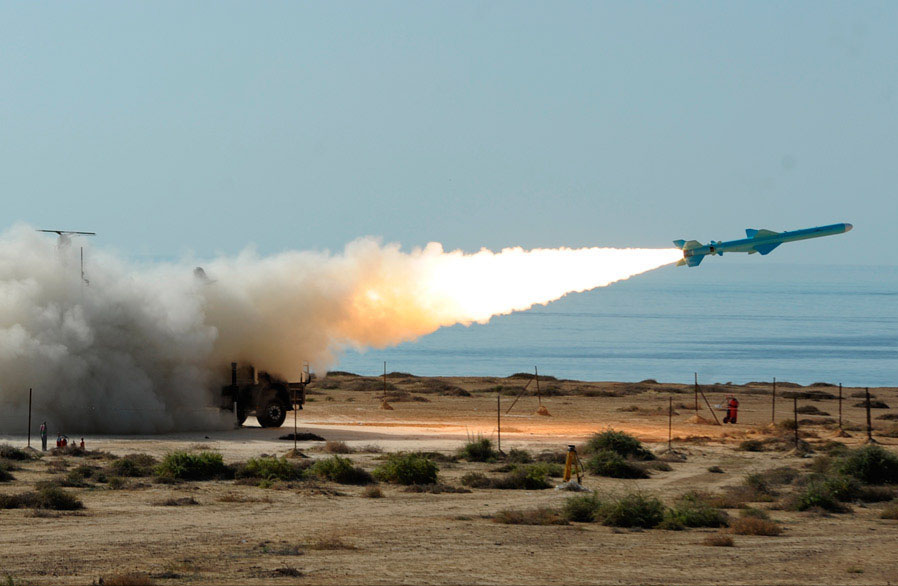
پرتاب موشک قدر در رزمایش مدافعان ولایت ۹۰.
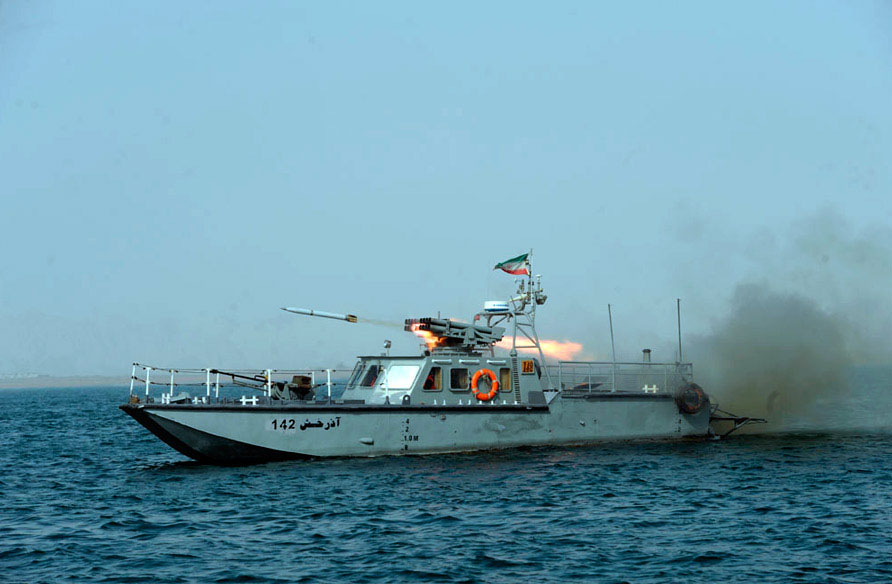
قایق موشک انداز کلاس ۱۴ در رزمایش مدافعان ولایت ۹۰.